# Raúl Mera
Pour les articles homonymes, voir Mera.
Raúl Ebers Mera Pozzi, né le 14 juin 1936, est un ancien joueur uruguayen de basket-ball. 

## Palmarès
- 3e des Jeux olympiques 1956
- Champion d'Amérique du Sud 1955